# 山川良一
山川 良一（やまかわ りょういち、1891年（明治24年）6月5日 - 1982年（昭和57年）8月19日）は、大正から昭和期の鉱山技術者、実業家、政治家。参議院議員。

## 経歴
長崎県出身。1915年（大正4年）九州帝国大学工科大学採鉱学科を卒業した。
卒業後、三井鉱山（現日本コークス工業）に入社し、山野鉱業所長、砂川鉱業所長、同社常務取締役などを歴任し、1947年（昭和22年）同社長に就任。その他、初代日本石炭協会長、同顧問、全国石炭復興会議議長、全国炭鉱管理委員会委員、経済復興計画委員会委員、北海道総合開発審議会委員、日本産業協議会理事、経済団体連合会（現日本経済団体連合会）理事、日本経営者団体連盟（現:日本経済団体連合会）理事、東京商工会議所議員などを務めた。
1948年（昭和23年）石炭国管問題で衆議院不当財産取引調査特別委員会に証人喚問された。
1950年（昭和25年）6月の第2回参議院議員通常選挙に全国区から無所属で出馬して当選し、緑風会に所属して参議院議員に1期在任した。この間、参議院外務委員長などを務めた。
1959年（昭和34年）身延登山鉄道社長に就任した。
1982年8月、腎不全により新宿区の国立病院医療センター（現国立国際医療研究センター）で死去した。